# Rezső Huber
Rezső Huber (3 settembre 1903 – 19 giugno 1952) è stato un calciatore ungherese, di ruolo portiere.

## Carriera
Giocò per due delle squadre più titolate della sua epoca, il Ferencvaros e l'Ujpest, alternandosi in entrambe fra i ruoli di portiere titolare e secondo portiere. In totale vinse 6 campionati ungheresi (1925–26, 1926–27, 1927–28, 1929–30, 1930–31, 1932–33) e 2 Coppe Nazionali (1927, 1928). Ebbe anche occasione di difendere in due occasioni la porta della sua Nazionale.